# Edward Wójcik
Edward Wójcik (ur. 28 kwietnia 1925, zm. 5 marca 2021) – polski działacz państwowy i inżynier, w latach 1982–1990 wicewojewoda kielecki.

## Życiorys
Pochodził z okolic Małogoszcza, był wychowankiem tamtejszego pedagoga Michała Zborowskiego. Ukończył studia inżynierskie, pracował po nich w Hucie Częstochowa. Od 1961 zajmował stanowisko głównego energetyka w Kieleckiej Fabryce Wyrobów Metalowych Polmo SHL. Następnie przeszedł do pracy w administracji rządowej, od 1982 do czerwca 1990 pełnił funkcję wicewojewody kieleckiego, odpowiedzialnego za kwestie ekonomiczne.
Na emeryturze zajmował się tematyką medycyny alternatywnej. Zmarł 5 marca 2021 w wieku 95 lat. Jego pogrzeb odbył się 8 marca, został pochowany na cmentarzu komunalnym w Cedzynie.